# Thales ISR
Pour les articles homonymes, voir ISR.
Thales ISR est le nom d'une entreprise éphémère créée en 1998 et dissoute en 2001 à la suite de la reprise par le groupe Thales de la filiale Alcatel ISR du groupe Alcatel. ISR (Informatique de Systèmes et de Réseaux) était à l'origine une PME fondée en 1980 par d'anciens cadres de la division Défense du groupe IBM.
Ses activités sont aujourd'hui réparties entre les entités du groupe Thales : Thales Raytheon Systems, Thales Security Systems, Thales Land & Joint et Thales Transportation Systems.